# Б-4 «Челябинский комсомолец»
Б-4 «Челябинский комсомолец» — советская подводная лодка проекта 641.

## История строительства
28 апреля 1960 года зачислена в списки кораблей ВМФ. 14 июня 1960 года заложена на эллинге ССЗ № 196 «Судомех» в Ленинграде, заводской номер — 788. 2 октября 1960 года спущена на воду. Весной 1961 года переведена по внутренним водным системам в Северодвинск для прохождения сдаточных испытаний. 31 августа 1961 года вступила в строй. 28 сентября 1961 года включена в состав СФ.

## История службы
В период Карибского кризиса в октябре-ноябре 1962 года под командованием Р. А. Кетова участвовала в операции «Кама», в группе из четырёх лодок вместе с Б-36, Б-59 и Б-130 получив задачу скрытно перебазироваться в кубинский порт Мариэль.
При подходе к Кубе в связи с изменением политической обстановки задание было изменено, и лодки начали скрытное патрулирование в Карибском море в окружении большого количества противолодочных кораблей США. Б-4 стала единственной из четырёх советских субмарин, которую корабли США не смогли заставить всплыть.
18 января 1963 года унаследовала от М-105 почётное наименование «Челябинский комсомолец».
В период с 22 ноября 1977 года по 9 июля 1978 года, совместно с ПЛ Б-826 «Ярославский комсомолец» и ГиСу «Полюс» со сменными экипажами на борту, совершила поход с задачей измерения гравиметрического поля Земли в южной части Индийского Океана. ПЛ посетили порты Конакри (Гвинея), Луанда (Ангола), Порт-Луи (Маврикий). Во время похода экипажами была направлена приветственная телеграмма в адрес XVIII съезда ВЛКСМ.